# João Carlos (football, 1972)
Pour les articles homonymes, voir João Carlos.
João Carlos dos Santos, plus communément appelé João Carlos est un footballeur brésilien né le 10 septembre 1972.